# Synagogue de la Neudeggergasse (1903-1938)
La synagogue de la Neudeggergasse était une synagogue communautaire de la « Communauté juive de Josefstadt », dans le huitième arrondissement de Vienne (Autriche). La synagogue au 12  Neudeggergasse  a été construite en 1903 d'après des plans de Max Fleischer en style gothique et entièrement dévastée en novembre 1938 par les nazis lors de la Nuit de Cristal.     

## Historique
La construction de la synagogue de la Neudeggergasse a été financée dans sa totalité par des fonds privés, dont la majorité provenait de l'héritage littéraire du baron Moritz von Königswarter. La Communauté juive de Josefstadt charge dès 1897 l'architecte Max Fleischer de la planification de la synagogue et de rechercher un terrain convenable. La communauté trouve un terrain au 12 Neudeggergasse, où se trouvait la maison « Au Soleil d'Or », datant de 1777, qui sera rasée. Le projet architectural est alors présenté et accepté par l'Office de la construction, mais est refusé par le Stadtrat (Conseil municipal) de Vienne. Ce dernier base son refus sur une nouvelle législation réglementant la construction des théâtres et autres bâtiments recevant du public, à la suite de l'incendie en 1881 du Ringtheater qui fit plus de 380 victimes. Après deux procès et plus de six années de procédures judiciaires, la cour du tribunal administratif décide que la loi sur les théâtres ne s'applique pas aux édifices religieux et que la synagogue peut donc être construite. .    
Cependant, la communauté juive doit accepter certaines restrictions imposées par les services publics. Ainsi, le nombre maximum de personnes pouvant participer aux offices est limité à 580, et le nombre d'issues passe de sept à treize pour des raisons de sécurité. Enfin, la pose de la première pierre pour la construction de la synagogue peut se dérouler le 10 février 1903. Moins de six mois plus tard, la construction du temple est terminée. Le rabbin D. Moritz Bauer, originaire de Slovaquie, est nommé dès l'ouverture de la synagogue, au poste de rabbin de la communauté et professeur de religion.
En 1938 lors de la Nuit de Cristal, l'intérieur de la synagogue est pillé et détruit, et l'entrée du bâtiment condamnée. En 1940, le bâtiment est rasé. La parcelle de 865 m2 avait déjà été incorporée dès janvier 1939, selon le règlement cadastral comme propriété des brasseries Mautner Markhof Brauerei Schwechat AG.
En 1948, le terrain est rendu par la Commission des Restitutions du Land de Vienne à la communauté juive de Vienne. Celle-ci revend le terrain en 1953 à la ville de Vienne. En 1998, des bâtiments d'habitation y ont été construits.

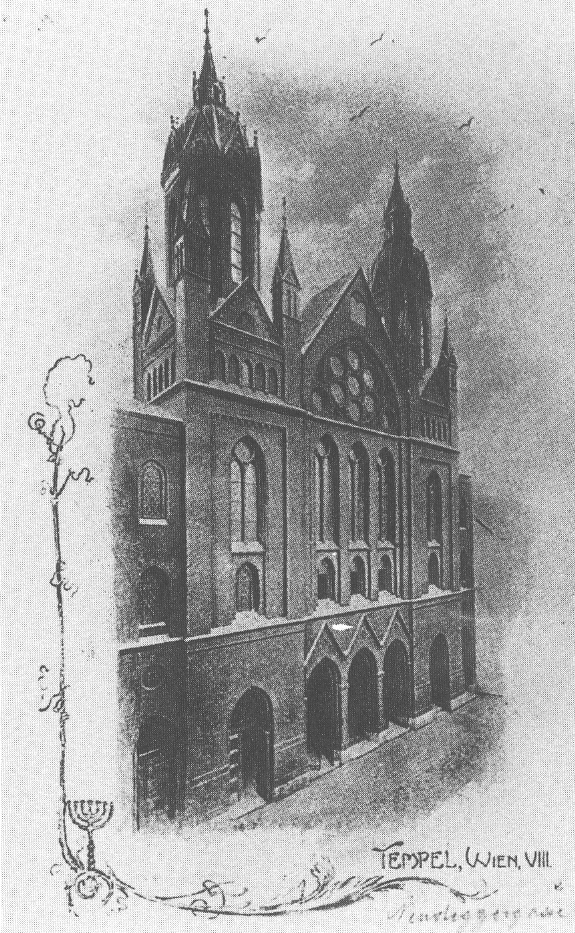
Carte postale avec la synagogue de la Neudeggergasse

## Architecture
L'extérieur de la synagogue, presque entièrement en briques, est caractéristique de l'architecture gothique que Fleischer a utilisée pour plusieurs des synagogues qu'il a construites. Ainsi, la synagogue de la Neudeggergasse rappelait fort les constructions médiévales en briques de l'Allemagne du Nord.
Le bâtiment  est dominé par deux hautes tours revêtues de zinc, entourées chacune de quatre pinacles, également revêtus de zinc. Une grande rosace se trouve sous le fronton triangulaire.

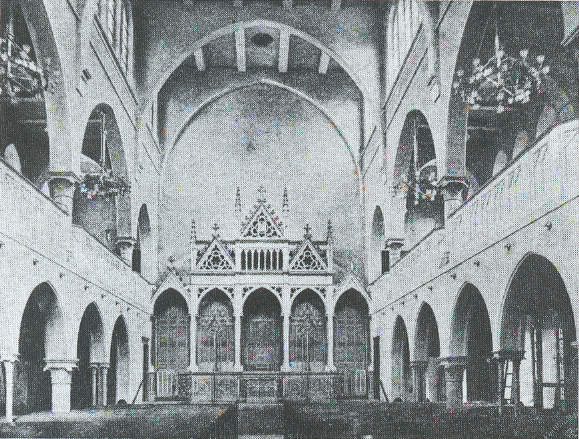
Intérieur de la synagogue après son achèvement, encore sans décoration

L'intérieur est partagé en trois nefs. On pénètre dans la nef principale par le vestibule situé côté rue. À l'opposé, du côté Est, se trouve l'abside. Pendant les jours de la semaine, le vestibule sert comme salle de prière.  L'abside est couverte par une construction en bois qui s'étend sur toute la largeur de la nef  principale. L'Arche sainte se trouve derrière la bimah (autel) dont la balustrade a été réalisée avec des grilles en fer forgé. La nef principale est portée par des arcs en ogives sur des colonnes porteuses métalliques.
Plus de 300 personnes pouvaient tenir assis au rez-de-chaussée. Comme dans de nombreuses synagogues de l'époque, les femmes étaient séparées des hommes et assistaient aux offices à partir des galeries au premier étage. La synagogue était renommée pour son excellente acoustique.
Lors de l'inauguration de la synagogue, tous les aménagements intérieurs n'étaient pas terminés. La décoration gothique ne fut effectuée que plus tard.

## Référence
- (de) Cet article est partiellement ou en totalité issu de l’article de Wikipédia en allemand intitulé « Synagoge Neudeggergasse » (voir la liste des auteurs).
- Pierre Genée: Wiener Synagogen 1826-1938. Vienne 1987
- Käthe Kratz et Hubert Gaisbauer: Verlorene Nachbarschaft. Die Wiener Synagoge in der Neudeggergasse. Ein Mikrokosmos und seine Geschichte, Mandelbaum Verlag, Vienne 1999,  (ISBN 3-85476-025-6)